# دهه ۱۵۷۰ (پیش از میلاد)
دهه ۱۵۷۰ (پیش از میلاد) صد و پنجاه و هفتمین دهه قبل از مبدا شروع تقویم میلادی است.